# Palazzi dei Rolli
Palazzo dei Rolli var ett system för att ta emot utländska gäster i Republiken Genua.

## Rolli di Genova
Rolli di Genova – eller, mer exakt, Rolli degli alloggiamenti pubblici di Genova –  utgjorde i dåvarande Republiken Genua en officiell lista över allmänna genovesiska familjers övernattningspalats och residens, vilka aspirerade att vara värdar – genom en allmän lottdragning – för genomresande personer på statsbesök.
Under senare tid har samma hem varit värdar för celebra besökare som besökt den liguriska huvudstaden under sin kulturella och/eller turistresa.
Rolli representerar en grupp eller un unicum av de mest prestigefyllda palatsen i Genua, särskilt längs de äldsta vägarna i Nuove strade (via Garibaldi med sitt kollektiv, på den tiden benämnd via Aurea, och via Balbi, universitetsstadens hem).

## Historia

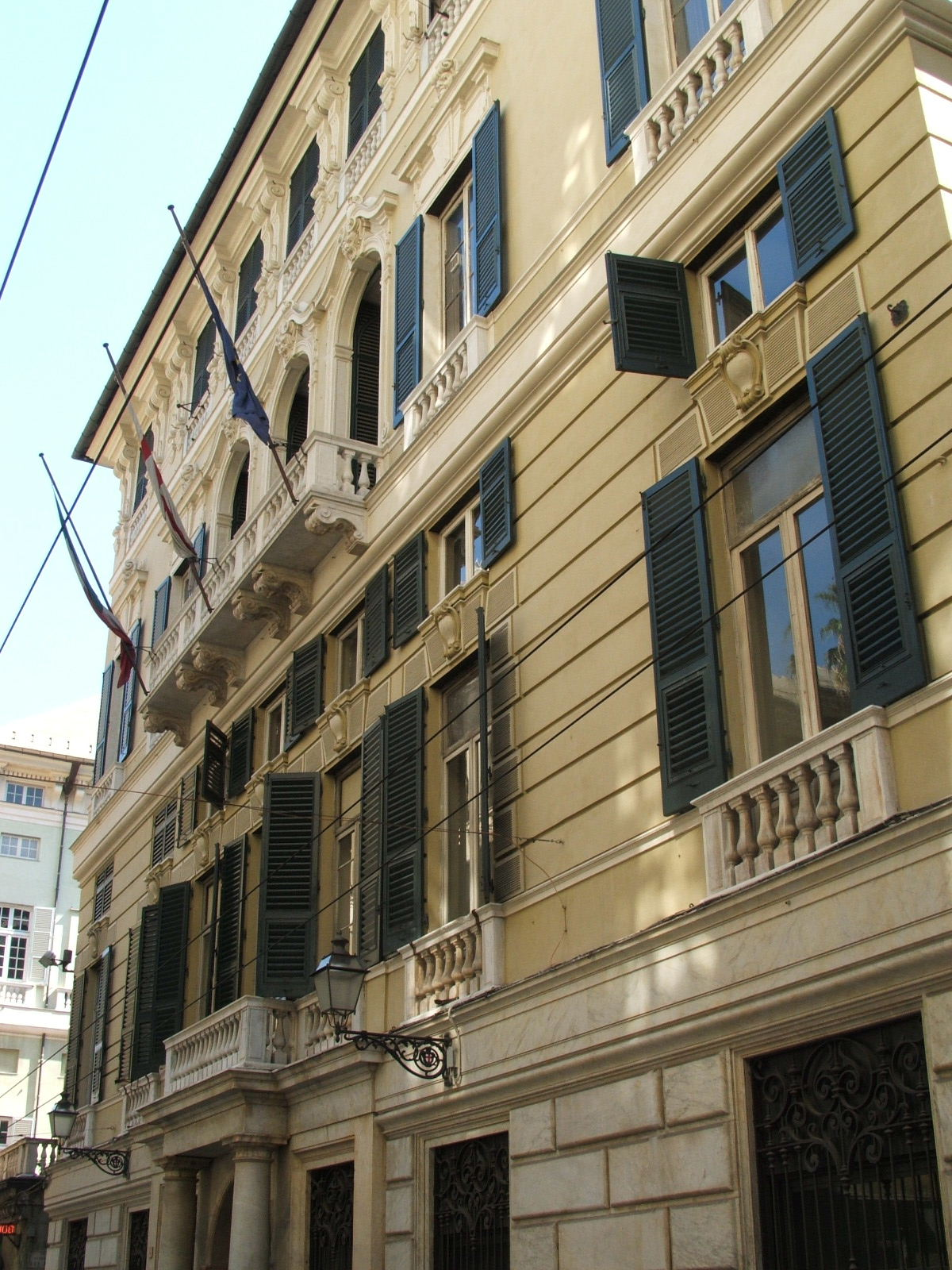
Universitetsbiblioteket (via Balbi)

Rollisystemet skapades 1576, öppen för den aristokratiska senaten återgrundad av prins (och amiral) Andrea Doria, vilket genom sin konstitutionella reform introducerade oligarkiskt styre och den följande insättning i den genuanska suveräniteten över Spanien. 
Grundligheten med vilket Rollisystemet skapades och färdigställdes endast fem årtionden efter den stora stadsmässiga omstruktureringen av Doria – särskilt koncentrerad mellan åren 1536 och 1553 mellan de genuanska 1300-talsmurarna – är ännu klara och dokumenterade bevis i Genua under dess "Gyllene århundrade". Det som var en stad för skeppsägare, handelsmän och bankirer i position att ge republiken en roll i maritim absolut dominans över det politiska och kommersiella Medelhavet, var även en viktig korsväg för prinsar och kungar, diplomater och kyrklig auktoriteter. 
Hemmen i Rollisystemet är indelade i tre kategorier efter storlek, skönhet och betydelse och användes enligt dessa kriterier för att inhysa kardinaler, prinsar och vicekungar, länsherrar, ambassadörer och guvernörer. Till varje kategori gäster fanns en kompasspunkt (bussolo) som motsvarade namnet på ägare som med lottens hjälp tävlade om att få husera [ta betalt] och ära (oneri ed onori) de officiella besökarna. 
Endast tre av byggnaderna kunde ta emot de högsta dignitärerna och det var Gio Batta Dorias hem, på sluttningen upp mot (Salita) Santa Caterina, Niccolò Grimaldis hem och Franco Lercaris hem på dagens Via Garibaldi, på den tiden kallad "Via Aurea". Rollisystemets stadgar sade att dessa hem var reserverade för "Påvar, kejsare, kungar och uppbundna kardinaler eller andra Principe". 

## Ett världsarv
Den 13 juli 2006 sattes 42 av byggnaderna i Palazzi dei Rolli upp på världsarvslistan. Omkring 10 miljoner euro av såväl offentligt som privat kapital lades på restaureringar under 1990-talet. 
20 januari 2007 sattes en plakett på marken vid Via Garibaldi som ger beskrivningen av Palazzi dei Rolli som ett världsarv: 

De största hemmen, olika i utseende och läge, som valdes ut slumpmässigt i listorna (rolli) för att vara värd vid stadsbesök. Byggnaderna, ofta byggda på sluttande mark, formade i ett stegat atrium - gårdsplan - trappa - trädgård och rika interiörutsmyckningar, uttrycker en enda social och ekonomisk identitet och den moderna tidens urbana arkitekturens början i Europa.

### Palatsen
Detta är de följande fyrtiotvå byggnaderna i Rollisystemet inkluderade i världsarvet.
| Nr | Ursprunglig ägare                        | Adress Link               |  |
| -- | ---------------------------------------- | ------------------------- |  |
| 1  | Antonio Doria                            | Largo Lanfranco 1         |  |
| 2  | Clement Della Rovere                     | Piazza Rovere, 1          |  |
| 3  | Giorgio Spinola                          | Salita S. Caterina 4      |  |
| 4  | Tomaso Spinola                           | Salita S. Catherine 3     |  |
| 5  | Giacomo Spinola                          | Piazza Fontane Marose 6   |  |
| 6  | Augustine Ayrolo                         | Piazza Fontane Marose 3-4 |  |
| 7  | Paolo e Nicolò Interiano                 | Piazza Fontane Marose 2   |  |
| 8  | Agostino Pallavicini                     | Via Garibaldi 1           |  |
| 9  | Pantaleo Spinola                         | Via Garibaldi 2           |  |
| 10 | Franco Lercari                           | Via Garibaldi 3           |  |
| 11 | Tobia Pallavicini                        | Via Garibaldi 4           |  |
| 12 | Angelo Giovanni Spinola                  | via Garibaldi 5           |  |
| 13 | Gio Battista Spinola                     | Via Garibaldi 6           |  |
| 14 | Nicolosio Lomellini                      | Via Garibaldi 7           |  |
| 15 | Lazzaro and Giacomo Spinola              | Via Garibaldi 8-10        |  |
| 16 | Nicolò Grimaldi                          | Via Garibaldi 9           |  |
| 17 | Baldassarre Lomellini                    | via Garibaldi 12          |  |
| 18 | Luca Grimaldi                            | Via Garibaldi 11          |  |
| 19 | Rodolfo and Francesco Brignole Sale      | via Garibaldi 18          |  |
| 20 | Gerolamo Grimaldi                        | slope S. Francis 4        |  |
| 21 | Gio Carlo Brignole                       | Meridian Square 2         |  |
| 22 | Bartholomew Lomellini                    | largo Zecca 2             |  |
| 23 | Stefano Lomellini                        | Via Cairoli 18            |  |
| 24 | Giacomo Lomellini and Cattaneo De Marini | Largo Zecca 2             |  |
| 25 | Antoniotto Cattaneo                      | Piazza della Nunziata 2   |  |
| 26 | G. Agostino Balbi                        | Via Balbi 1               |  |
| 27 | Gio Francesco Balbi                      | Via Balbi 2               |  |
| 28 | Giocomo and Pantaleo Balbi               | Via Balbi 4               |  |
| 29 | Francesco Balbi Piovera                  | via Balbi 6               |  |
| 30 | Stefano Balbi                            | via Balbi 10              |  |
| 31 | Cosma Centurione                         | via Lomellini 8           |  |
| 32 | Giorgio Centurione                       | via Lomellini 5           |  |
| 33 | Gio Battista Centurione                  | via del Campo 1           |  |
| 34 | Cipriano Pallavicini                     | piazza Fossatello 2       |  |
| 35 | Nicolò Spinola                           | via S. Luca 14            |  |
| 36 | Francesco Grimaldi                       | piazza Pellicceria 1      |  |
| 37 | Gio Battista Grimaldi                    | vico S. Luca 4            |  |
| 38 | Gio Battista Grimaldi                    | piazza S. Luca 2          |  |
| 39 | Stefano De Mari                          | via S. Luca 5             |  |
| 40 | Ambrogio De Nigro                        | via S. Luca 2             |  |
| 41 | Emanuele Filiberto Di Negro              | via al Ponte Reale 2      |  |
| 42 | Croce De Marini                          | piazza De Marini 1        |  |